# Svjancjanský val

Svjancjanská pahorkatina (zeleně) na geomorfologické mapě Běloruska

Svjancjanský val (bělorusky Свянцянскія грады, Свянцянскае ўзвышша, v taraškevici Сьвянцянскія грады) nebo také Svencjanský val je vysočina na severozápadě Běloruska. Je fyzicko-geografický rajón Bělorusko-Valdajské provincie (okruh Běloruského pojezeří). Název jí dali polští geografové v 30. letech 20. století a je odvozen od názvu města Свянцяны (dnes známé pod jménem Švenčionys v Litvě).
Zaujímá část Pastaŭského, Dokšyckého, Hlybockého rajónu ve Vitebské oblasti a Mjadzelského rajónu v Minské oblasti. Na severu hraničí s Dzisenskou nížinou (součást Polocké nížiny), na východě s Ušacko-Ljepějskou vysočinou, na jihovýchodě a jihu s Věrchněbjarezinskou a Naračano-Vilejskou nížinou a na západě přechází na území Litvy. 
Svjancjanská pahorkatina se řadí k Běloruské anteklíze. Sedimentární obal se je tvořen usazeninami z období devonu, křídy a paleogénu. Čtvrtohorní o mohutnosti více než 100 m jsou vytvořeny dněperským, sožským, pojezerním zaledněním.
Na území parhorkatiny se nachází jezero Doŭhaje (53,7 m), které má stutus nejhlubšího jezera Běloruska. Prochází jím rozvodí mezi povodím Západní Dviny a Němen. Na severních svazích pramení řeky Mjadzjelka, Halbica, Bjarozaŭka, Mňuta, Avuta a na jižním Strača a Servač. Oblast má zásoby snadno tavitelné hlíny, písku a štěrku, stavebního písku, rašeliny a sapropelu.
Převažují slabé a střední drnově podzolové půdy. Lesy zabírají asi 25% území. Část území zaujímá Naračanský národní park.